# 선체이서
《선체이서》(영어: The Sunchaser, 홍보용 제목은 영어: Sunchaser)는 미국에서 제작된 1996년 로드 범죄 드라마 영화이다. 마이클 치미노가 연출, 제작 등을 맡고, 우디 해럴슨 등이 출연하였다. 치미노 감독의 마지막 장편 영화 연출작이다.

## 출연진
- 우디 해럴슨
- 존 세이다
- 앤 밴크로프트
- 알렉산드라 타이딩스
- 맷 멀헌
- 털리사 소토
- 로런스 프레스먼
- 마이클 오닐
- 해리 케리 주니어
- 카먼 델로레이피체이
- 앤드리아 로스

## 기타 제작진
- 미술: 빅토리아 폴
- 의상: 크리스틴 피터스

## 같이 보기
- 모뉴먼트밸리